# China-Northwest-Airlines-Flug 2303
Am 6. Juni 1994 stürzte eine Tupolew Tu-154 kurz nach dem Start vom Flughafen Xi’an-Xianyang auf dem China-Northwest-Airlines-Flug 2303 von Xianyang nach Guangzhou ab. Alle 160 Insassen starben beim schwersten Flugzeugabsturz in China.

## Flugzeug und Besatzung
Das Flugzeug war eine acht Jahre alte Tupolew Tu-154M, die mit drei Solowjow D-30Ku-154-11-Triebwerken ausgerüstet war und 12.507 Flugstunden absolviert hatte.

## Verlauf
Kurz nach acht Uhr morgens hob das Flugzeug vom Flughafen Xi’an-Xianyang ab, um zum Flughafen Guangzhou zu fliegen. Doch nur acht bis zehn Minuten später zerbrach es in der Luft und stürzte 29 km südöstlich vom Flughafen Xi’an-Xianyang ab.

## Ursache
Ursache des schwersten Flugzeugabsturzes in China war ein Fehler bei der Wartung am Abend zuvor. Es wurde versehentlich die Querneigungskontrollfunktion des Autopiloten mit der Seitenrudersteuerung und die Gierneigungskontrollfunktion des Autopiloten mit der Querrudersteuerung verbunden; d. h. wenn eine Kurve geflogen werden soll, bewegte sich das Seitenruder. Dies führte zu derart starken Vibrationen, dass das Flugzeug in der Luft zerbrach.